# Eimsbütteler SV
Der Eimsbütteler SV war ein Sportverein aus dem Hamburger Stadtteil Eimsbüttel. Die erste Fußballmannschaft spielte fünf Jahre in der höchsten Amateurliga Hamburgs. 

## Geschichte
Nach dem Zweiten Weltkrieg vereinigten sich der St.-Pauli-Sport-Nachfolger Sport 01 Hamburg mit den Mitgliedern ehemaliger Arbeitersportvereine zum Eimsbütteler SV. Dieser schaffte 1949 den Aufstieg in die Bezirksklasse und ein Jahr später den Durchmarsch in die zweitklassige Amateurliga Hamburg. Dort erreichte die Mannschaft in der Saison 1951/52 mit dem zehnten Platz ihr bestes Saisonergebnis. Nachdem der ESV zumeist gegen den Abstieg gekämpft hatte, musste er 1955 das Hamburger Oberhaus verlassen. 
Noch bis zum Ende der 1950er Jahre waren die Eimsbütteler eine Spitzenmannschaft der Verbandsliga Germania, ehe die 1960er Jahre den Abrutsch ins Mittelmaß brachten. Im Jahre 1970 folgte der Abstieg aus der Verbandsliga. 1976 fusionierte der Eimsbütteler SV schließlich mit Grün-Weiß Hamburg zu Grün-Weiss Eimsbüttel. Der Zusammenschluss wurde als „Zwergenhochzeit“ verunglimpft, da die ursprünglich an der Fusion interessierten Vereine Hamburg Eimsbütteler Ballspiel Club, SV West-Eimsbüttel und Stellingen 88 einen Rückzieher machten. 
Der Stürmer Horst Haecks spielte von 1955 bis 1957 für den Eimsbütteler SV und wechselte danach zum FC St. Pauli, wo er zweimal Torschützenkönig der Regionalliga Nord wurde.
Die Hallenhandballer des Vereins spielten Anfang der 1950er Jahre in der I. Division der damals höchsten Spielklasse. Der Damen-Mannschaft gelang dies in den 1960ern.
Neben den Hand- und Fußballern gab es beim ESV spätestens seit Mitte der 1960er Jahre eine Tischtennismannschaft, die 1966 in der A-Klasse, der fünften von damals sieben Spielklassen in Hamburg, spielte.
Der Eimsbütteler SV ist nicht zu verwechseln mit dem SV Eimsbüttel, der sich im März 1924 vom Eimsbütteler TV abgespaltet hat.